# 西脇順三郎学術賞
西脇順三郎学術賞（にしわきじゅんざぶろうがくじゅつしょう）は、慶應義塾大学文学部が2015年に文学部創設125年を迎えるにあたり、文学部に連なる新進気鋭の研究者の一層の活躍を期待して設定された研究奨励賞である。

## 概要
応募資格は、慶應義塾専任者、または文学部卒業者・文学研究科出身者・社会学研究科出身者で、原則として50歳未満の研究者としている。文学、文献学、美学美術史学、語学、および芸術にかかわる研究領域の著作が対象となる。
なお、本賞と同時期に設定された研究奨励賞として井筒俊彦学術賞がある。2016年以後、奇数年に井筒俊彦学術賞、偶数年に西脇順三郎学術賞を隔年交互に授与することとされている。

## 歴代受賞作
- 第1回（2015年）　該当作なし
- 第2回（2016年）　若松英輔『叡知の詩学：小林秀雄と井筒俊彦』（慶應義塾大学出版会、2015年）
- 第3回（2018年）　種村和史（慶應義塾大学商学部教授）『詩經解釋學の繼承と變容：北宋詩經學を中心に据えて』(研文出版、2017年)
滝藤早苗（慶應義塾大学講師）『ライヒャルト：ゲーテ時代の指導的音楽家』(慶應義塾大学出版会、2017年)
小川剛生（慶應義塾大学文学部教授）『兼好法師：徒然草に記されなかった真実』(中央公論新社、2017年)
- 第4回（2020年）　西田文信（早稲田大学教育学部教授）『ナムイ語文法の記述言語学的研究』(東北大学出版会、2019年)
- 第5回（2022年）　大串尚代（慶應義塾大学文学部教授）『立ちどまらない少女たち 〈少女マンガ〉的想像力のゆくえ』(松柏社、2021年)
- 第6回（2024年）　小平麻衣子（慶應義塾大学文学部教授）『なぞること、切り裂くこと：虚構のジェンダー』(以文社、2023年)
桑原夏子（早稲田大学高等研究所専任講師）『聖母の晩年：中世・ルネサンス期イタリアにおける図像の系譜』(名古屋大学出版会、2023年)